# Туманов, Алексей Тихонович
Алексе́й Ти́хонович Тума́нов (1909—1976) — советский учёный-материаловед, специалист в области разработки авиационных материалов. Лауреат Сталинской премии второй степени и Государственной премии СССР. Генерал-майор инженерно-технической службы (1944).

## Биография
Родился 1 (14 февраля) 1909 года в селе Большое Вологодской губернии (ныне — в Вологодский район, Вологодская область) в многодетной крестьянской семье.
Окончил Московский электромашиностроительный институт в 1934 году (в 1933 году переименован в Московский электротехнический институт связи). В 1932—1934 годах работал инженером-конструктором Центрального аэрогидродинамического института (ЦАГИ), где занимался проектированием отдельных блоков в системе электрического питания крыльев самолета. С 1934 по 1936 год Туманов А. Т. был заместителем начальника конструкторской группы ЦАГИ по электрическому оборудованию самолетов. В 1936—1938 годах работал инженером-конструктором, начальником цеха, директором завода № 156 Народного комиссариата авиационной промышленности СССР.
После ареста в январе 1938 года директора Всесоюзного института авиационных материалов Народного комиссариата оборонной промышленности СССР (ВИАМ) Сидорина И. И. Туманов А. Т. был назначен на эту должность, в которой проработал до 1951 года.
В 1941 году вышло в свет «Руководство для конструкторов», раздел которого «Авиационные материалы» был подготовлен Тумановым совместно с Кишкиным С. Т. В том же году Туманов А. Т. был награжден орденом Красной Звезды.
В 1951 году, в период «борьбы с космополитизмом» был освобожден от должности директора ВИАМ с формулировкой «за засорение кадров». В 1951—1952 годы Туманов А. Т. работал начальником филиала Центрального института авиационного моторостроения, в 1952—1955 годы — начальником Научно-исследовательского института № 1 Министерства авиационной промышленности СССР (ныне — НИЦ им. М. В. Келдыша).
В 1955 году вернулся на должность начальника ВИАМ, где работал до конца своей жизни. В этот период ВИАМ под руководством Туманова А. Т. приступил к работам по созданию новых конструкционных материалов, в том числе сплавов титана.

## Научные достижения
Обладал незаурядными организаторскими способностями, в возрасте 28 лет возглавил опытный завод ОКБ (завод № 156).
К несомненным заслугам А. Т. Туманова относится постановка комплексных исследований по разработке, оперативному освоению и началу применения в самолетостроении широкой номенклатуры неметаллических полимерных материалов конструкционного и вспомогательного назначений с необходимым привлечением научного потенциала Академии наук СССР и мощностей химической промышленности СССР. После окончания войны и изучения достижений трофейной германской авиационной и ракетной техники специалисты авиапрома с удивлением обнаружили существование в Германии целой группы авиационных материалов на полимерной основе, отсутствующих в СССР. К ним, в первую очередь, относились: высокопрочные органические стёкла для реактивной авиации, стеклопластики, пенопласты и пенорезины, полиуретановые клеи, радиопрозрачные и радиопоглощающие материалы, включавшие в себя, в том числе, названные материалы в качестве составляющих компонентов, а также ряд других. В предвоенные годы ВИАМ благодаря творческой направленности его отцов-основателей — металлургов И. И. Сидорина, С. Т. Кишкина, Н. М. Склярова и Г. В. Акимова стал, в значительной степени, «прометаллическим», при этом неметаллические материалы фактически занимали второстепенное положение и концентрировались, главным образом, на древесине и бакелитовой фанере.
Для преодоления этого отставания уже в 1945 году на территории бывшего завода фибровых баков по Доброслободской улице были организованы две новых лаборатории: Лаборатория конструкций из пластмасс (31-я), и Лаборатория пластмасс (32-я). Для работы в лабораториях были привлечены энергичные организаторы и талантливые ученые-химики М. В. Соболевский, К. А. Андрианов, А. А. Берлин, успевший познакомиться с немецкими технологиями полимеров в Германии в 1945 году, Сокаллы и ряд других. Их усилиями уже во второй половине 1940-х годов были созданы принципиально новые для отечественного авиапрома материалы — стеклоармированные пластики, термопластичные древопластики, пенополимеры, различные типы клеев и адгезивов. Для испытаний указанных материалов приказом А. Т. Туманова в 1950 году была организована Лаборатория испытаний неметаллических материалов (11-я), руководить которой был назначен инженер Б. И. Паншин, позднее ставший доктором технических наук.
А. Т. Туманов уделял особое внимание разработке перспективных неметаллических материалов для авиационной техники, в частности, ориентированных органических стекол для кабин высокоскоростных самолетов, теплостойких полимеров. Наладил разработку и промышленное в городе Обнинске производство композиционных материалов на полимерной основе для авиационной промышленности.
Организовал в Москве, Самаре, Обнинске, Воскресенске и в Батуми несколько крупных филиалов ВИАМ.
Под руководством Туманова были разработаны: обтекатели антенн радиолокационных станций с оболочками из стеклопластиков и пенопластом-заполнителем, теплостойкие прозрачные стекла для остекления реактивных самолетов, материалы для изготовления панелей интерьеров пассажирских самолетов, материалы и технологический процесс окраски истребителей МИГ-25. А. Т. Туманов являлся организатором работ по созданию материалов для атомной энергетики, в частности по созданию тепловыделяющих элементов (ТВЭЛов) — тонкостенных труб из алюминиевого сплава — для первого промышленного атомного реактора, также для двигателя атомохода «Ленин».
Туманов активно участвовал в новых разработках для ракетно-космической техники. Под его руководством были созданы сплавы и материалы на полимерной основе для подавляющего большинства отечественных ракет стратегического назначения, а также системы воздух-земля, воздух-воздух и других, принимал самое непосредственное участие в разработке материального облика новой космической техники. Являлся автором и соавтором 43 авторских свидетельств и четырех патентов на материалы для авиационной и космической техники.
Был членом президиума научно-технического совета Министерства авиационной промышленности, заместителем председателя Научного совета АН СССР по конструкционным материалам (1972), занимался редактированием статей Большой советской энциклопедии.
В 1957 году Туманову А. Т. была присвоена учёная степень кандидата технических наук без защиты диссертации. В 1961 году ему была присвоена ученая степень доктора технических наук без защиты диссертации.
Профессор (1969). Член-корреспондент АН СССР (1970).

## Память об А. Т. Туманове
В коллективе ВИАМ помнят об Алексее Тихоновиче как ученом-новаторе, поддерживавшим самые передовые направления в науке. А еще вспоминают его благожелательность, порядочность, внимание к сотрудникам, высокий уровень интеллекта, умение создать благоприятный климат в коллективе. В мифологию института вошли его принципиальность и бескомпромиссность, он умел отстаивать свои убеждения, особенно в дискуссиях с партийными чиновниками. Злопамятство одного из них (заведующего отделом военной промышленности ЦК КПСС) стало причиной смертельного инфаркта А. Т. Туманова.
Именем Туманова назван Ступинский техникум.

## Частная жизнь
Жена — Туманова Надежда Георгиевна, 1921 года рождения. Сын Владимир 1941 года рождения, кандидат технических наук с 1971 года, начальник сектора, работал в ВИАМ до 1990 года.

### Адреса в Москве
- С 1938 года проживал в доме по адресу Большая Грузинская улица, д. 36, кв. 58. Дом руководящих сотрудников Наркомата оборонной промышленности СССР, 1936 года постройки по проекту архитектора Ю. Ф. Дидерикса.
- С 1943 по 1976 год проживал в доме по адресу ул. Горького, 43 (ныне 1-я Тверская-Ямская ул., 13). Жилой дом руководящих работников авиапрома постройки 1943 года, архитекторы З. Розенфельд, В. Орлов, Д. Алексеев.

Могила на Кунцевском кладбище

Похоронен на Кунцевском кладбище.

## Почётные звания, награды и премии
- три ордена Ленина (16.09.1945; 1957; 1966)
- орден Октябрьской Революции (1971)
- орден Трудового Красного Знамени (1949)
- орден Дружбы народов (1975)
- орден Красной Звезды (1941)
- орден «Знак Почета» (1960)
- медали
- Сталинская премия второй степени (1946) — за разработку и внедрение в производство нового жаростойкого сплава для клапанов авиамоторов, заменяющего дефицитные цветные металлы
- Государственная премия СССР (1967)
- заслуженный деятель науки и техники РСФСР